# فانتازیا (موسیقی)

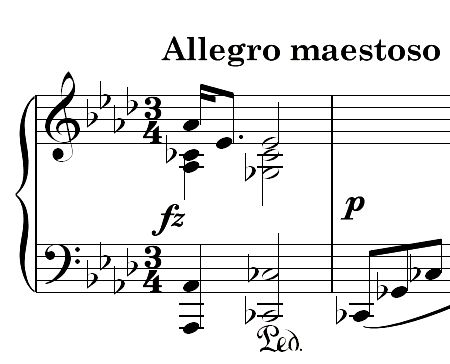
تصویر فانتزی پولینز در یک ماژور مسطح

فانتازیا (به ایتالیایی: fantasia) یا فانتزی (به فرانسوی: fantaisie)، قطعهٔ موسیقایی ریشه‌گرفته از هنر بداهه‌پردازی است. برای همین، این قطعهٔ هنری به‌ندرت به قوانین نوشته‌شدهٔ فرم‌های موسیقاییِ روشن نزدیک می‌شود و به‌ندرت از آنها پیروی می‌کند.